# Eveline Rohregger
Eveline Rohregger (Hinterstoder, 20 febbraio 1977) è un'ex sciatrice alpina austriaca.

## Biografia
Originaria di Hinterstoder, la Rohregger ottenne il primo piazzamento di rilievo in Coppa Europa il 15 novembre 1994 a Gressoney-La-Trinité in slalom gigante (14ª); nel 1996 vinse la medaglia di bronzo nella discesa libera ai Mondiali juniores di Hoch-Ybrig ed esordì in Coppa del Mondo, il 26 ottobre a Sölden in slalom gigante senza completare la prova.
In Coppa Europa conquistò il primo podio il 19 dicembre 1997 a Altenmarkt-Zauchensee in discesa libera (3ª) e la prima vittoria il 10 dicembre 1998 a Sankt Sebastian in slalom gigante; in quella stagione 1998-1999 vinse la classifica di supergigante e si piazzò 2ª in quella generale. Sempre nel circuito continentale conquistò l'ultima vittoria il 18 febbraio 2001 a Krompachy Plejsy in slalom gigante e in quella stagione 2000-2001 fu nuovamente 2ª nella classifica generale, mentre in Coppa del Mondo ottenne il miglior piazzamento il 27 gennaio 2002 a Cortina d'Ampezzo in slalom gigante (7ª); il 14 febbraio successivo salì per l'ultima volta sul podio in Coppa Europa, ad Abetone nella medesima specialità (3ª).
Ai Mondiali di Sankt Moritz 2003, sua unica presenza iridata, si classificò 31ª nello slalom gigante; prese per l'ultima volta il via in Coppa del Mondo il 18 marzo 2006 a Åre, sempre in slalom gigante (19ª), e si ritirò al termine di quella stessa stagione 2005-2006: la sua ultima gara fu lo slalom gigante dei Campionati austriaci 2006, disputato il 28 marzo a Lech e chiuso dalla Rohregger al 6º posto.

## Palmarès

### Mondiali juniores
- 1 medaglia:
  - 1 bronzo (discesa libera a Hoch-Ybrig 1996)

### Coppa del Mondo
- Miglior piazzamento in classifica generale: 28ª nel 2003

### Coppa Europa
- Miglior piazzamento in classifica generale: 2ª nel 1999 e nel 2001
- Vincitrice della classifica di supergigante nel 1999
- 17 podi:
  - 6 vittorie
  - 4 secondi posti
  - 7 terzi posti

#### Coppa Europa - vittorie
| Data             | Località         | Paese      | Specialità |
| ---------------- | ---------------- | ---------- | ---------- |
| 10 dicembre 1998 | Sankt Sebastian  | Austria    | GS         |
| 14 dicembre 1998 | Bardonecchia     | Italia     | GS         |
| 15 gennaio 1999  | Veysonnaz        | Svizzera   | SG         |
| 11 gennaio 2000  | Sankt Sebastian  | Austria    | GS         |
| 12 gennaio 2000  | Sankt Sebastian  | Austria    | GS         |
| 18 febbraio 2001 | Krompachy Plejsy | Slovacchia | GS         |

Legenda:

SG = supergigante

GS = slalom gigante

### Nor-Am Cup
- Miglior piazzamento in classifica generale: 38ª nel 2002
- 1 podio:
  - 1 terzo posto

### South American Cup
- Miglior piazzamento in classifica generale: 12ª nel 2002
- 1 podio:
  - 1 terzo posto

### Campionati austriaci
- 8 medaglie:
  - 3 ori (combinata nel 1997; slalom gigante nel 2001; slalom gigante nel 2003)
  - 2 argenti (slalom gigante nel 1997; combinata nel 2001)
  - 3 bronzi (combinata nel 1996; slalom gigante nel 1999; supergigante nel 2003)